# Francisco Javier Toledo
Francisco Javier Toledo (ur. 30 września 1959  – zm. 3 sierpnia 2006) – piłkarz – reprezentant Hondurasu grający na pozycji pomocnika.

## Kariera klubowa
Javier Toledo podczas piłkarskiej kariery występował najdłużej występował w klubie CD Marathón, ale w swojej karierze reprezentował też barwy zespołów Tela Timsa oraz CD Olimpia.

## Kariera reprezentacyjna
Javier Toledo występował w reprezentacji Hondurasu w latach osiemdziesiątych. W 1980 i 1981 wystąpił w eliminacjach Mistrzostw Świata 1982, w których Honduras po raz pierwszy w historii wywalczył awans do Mundialu. Rok później pojechał z reprezentacją na Mundial w Hiszpanii w 1982 roku.
Na Mundialu był rezerwowym i nie wystąpił w żadnym meczu. W 1984 i 1985 wystąpił w przegranych eliminacjach Mistrzostw Świata 1986.